# 293 (numero)
Duecentonovantatré (293) è il numero naturale dopo il 292 e prima del 294.

## Proprietà matematiche
- È un numero dispari.
- È un numero difettivo.
- È un numero primo (1 e il numero stesso sono i suoi unici divisori).
  - È un numero primo di Sophie Germain.
  - È un numero primo di Eisenstein.
  - È un numero primo troncabile a destra.
- È un numero strettamente non palindromo.
- È parte delle terne pitagoriche (68, 285, 293), (293, 42924, 42925).
- È un numero felice.
- È un numero congruente.

## Astronomia
- 293P/Spacewatch è una cometa periodica del sistema solare.
- 293 Brasilia è un asteroide della fascia principale del sistema solare.

## Astronautica
- Cosmos 293 è un satellite artificiale russo.